# Leonor Fuentes i Domingo
Leonor Fuentes Domingo (Barcelona, 27 de juliol de 1973) és una jugadora d'hoquei sobre patins catalana, ja retirada.
Formada al UEH Barberà, va guanyar la primera Lliga catalana el 1990. L'any següent va jugar al CH Badia, amb el qual va guanyar una altra Lliga. Posteriorment va jugar a diferents equips de la competició catalana com HC Sentmenat, CP Sant Josep de Badalona i Cerdanyola HC, retirant-se al final de la temporada 2005-06. Internacional amb la selecció espanyola d'hoquei sobre patins, va formar part de la primera selecció estatal de la història. Hi va aconseguir una medalla de bronze al Campionat d'Europa de 1991

## Palmarès
Clubs
- 2 Lliga catalana d'hoquei patins femenina: 1989-90, 1990-91

Selecció espanyola
- 1 medalles de bronze al Campionat d'Europa d'hoquei patins femení: 1991